# Sorbisches Kulturlexikon
Sorbisches Kulturlexikon, наименование в верхнелужицкой версии — Serbski kulturny leksikon — nowa pomocka w slawistiskim slědźenju (SKL, Энциклопедия культуры лужицких сербов — новый путеводитель в славянском исследовании) — современная научно-популярная универсальная энциклопедия на немецком языке, посвящённая единственному автохтонному славянскому меньшинству современной Германии.
Энциклопедия готовилась в Серболужицком институте под руководством Дитриха Шолты и Франца Шена в сотрудничестве с Сусанной Гозыной, Марией Мерчиновой и Аней Погончовой. Работа над книгой продолжалась в течение десяти лет. Энциклопедия вышла в 2014 году в издательстве «Домовина».
Энциклопедия содержит 230 статей, написанных 80 авторами, 700 иллюстраций и карт. Лексикон затрагивает 150-летний исторический период и описывает различные аспекты сорабистики, начиная от серболужицкого алфавита до литературы, музыкальной культуры, биографии лужицких писателей и общественных деятелей, истории различных лужицких регионов, отдельных населённых пунктов, лингвистики и современного социального положения лужичан.